# 菲利浦·普萊因
菲利浦·派翠克·漢內斯·普萊因（德語：Philipp Patrick Hannes Plein；1978年2月16日—）是德國籍時裝設計師和奢侈品牌Philipp Plein的創辦人。

## 事業
菲利浦·普萊因在修讀法律的期間開始設計家具。他的設計很快就獲得室內設計業的同行青睞。到了 1998年，他正式於德國慕尼克成立公司。
在設計事業的初期，菲利浦·普萊因運用剩餘的珍貴皮革製作手袋和配飾，並在貿易博覽上隨他的家具設計售賣。2003年，這位企業家獲得酩悅香檳的邀請，為德國杜塞爾多夫春季國際服裝服飾展覽會設計酒廊，而且可以在展覽會上售賣他的配飾設計。以他本人命名的休閒時尚品牌在2004年創立，而奢華時尚品牌 ‘Philipp Plein’ 則在 2008年創立。至今，品牌在全球各地營運逾百家門店。

## 品牌
他早期的設計系列亮點，主要是綴有施華洛世奇水晶骷骼頭的復古軍人夾克，並在巴黎時尚名店Maison et Objet售賣，使得設計師受到越來越多時裝界的人物關注。
品牌在2006年推出配飾系列，及後在2008年推出高級服裝系列，第一個時尚廣告由超模娜奧米·坎貝爾及Marcus Schenkenberg擔任主角。
2008年，菲利浦·普萊因在《德國超模》時裝房上發布了他的“重金屬”系列。2009年，他與美國美泰公司合作，在紐倫堡玩具展的芭比五十週年紀念期間推出菲利浦·普萊因芭比娃娃。
同年，第一家門店在蒙特卡洛開業，第一個商業陳列室也於米蘭開幕。那時候還是相對少人認知的品牌，憑著雄心勃勃的全球零售拓展計劃，結果在四年間新增了逾 30 家門店。
2010年，菲利浦·普萊因門店分別於維也納、莫斯科、聖特羅佩、戛納和基茨比厄爾開業，另外在杜塞爾多夫開設陳列室。
2011年9月，品牌初次在米蘭時裝週期間舉行春夏季女裝系列時裝秀。該活動在經過改裝的十六世紀教堂舉行，場內放滿了白玫瑰；秀後派對由 Pierre Sarkozy 擔任唱片騎師，他也是 2011年春夏季男裝廣告的代言人。
米莎．巴頓獲選為 2010年秋冬季代言人，琳賽·蘿涵則是2012年春夏季廣告的主角。
2011年，菲利浦·普萊因門店於福爾泰德伊馬爾米和杜塞爾多夫開業， and Düsseldorf,   香港陳列室於同年開幕。 2011年秋冬季女裝時裝周於2月舉行，秀前有樂團表演，是次的唱片騎師為 Peaches Geldof。
2012年，十家門店於馬貝拉、莫斯科Crocus、巴庫、米蘭、迪拜、聖彼得堡、首爾、澳門、阿姆斯特丹和柏林開業。
2012年，菲利浦·普萊因與球隊AS羅馬簽定合作協議，從2012/13年度起連續四季為球員提供服裝。
2013年，品牌的零售托展計劃繼續進行，更多門店登陸於波特切沃、 莫斯科、巴黎、 邁阿密、卡薩布蘭卡、法國高雪維爾、基輔、杭州、首爾  及紐約。
2014年6月在米蘭舉行的春夏季男裝秀以拉斯維加斯作為主題。饒舌歌手Iggy Azalea則是 2014年春夏季女裝週的開場表演嘉賓，獻上名曲《Work》，及後黑人模特們在Liya Kebede的率領下登場。是次時裝秀被認為是業內一次具爭議性的活動，因為黑人模特的成就一向都遜於白人模特。
2014年新開幕的門店包括香港、 洛杉磯和紐約、 Ibiza、博德魯姆和多哈，第一家菲利浦·普萊因免稅時裝店登陸維也納機機。
2014年秋冬季男裝週由Etienne Russo創作。 
2014年秋冬季女裝秀則有Rita Ora、娜奧米·坎貝爾、Irina Shayk和Anne V等超模壓場。
2015年春夏季男裝秀和秀後派對在一幢被荒廢多年的公眾游泳池舉行，該建築物因為是次活動而經過翻新。 2015年1月，Snoop Dogg在品牌的 2015年秋冬季男裝週上表演，其後在2月亮相於女裝秀。2015年1月，菲利浦·普萊因初次擔任星探評判，亮相於意大利電視節目《ForteForteForte》。
菲利浦·普萊因繼續在米蘭時裝週期間，創作最具爭議性、最萬眾期待的男女時裝秀。最近一次的2017年度春夏季女裝週在2016年9月舉行，題為“愛麗斯夢遊貧民窟＂（Alice in Ghettoland），國際巨星Fergie 身穿復古百變服裝表演，在這個夢幻的社區內游走，而饒舌歌手Fat Joe與Paris Hilton則在時裝秀上騎著木馬，最後有多位模特為表演閉幕。此次時裝秀意味著設計師告別米蘭，因為品牌的 2017/18年男裝和女裝週將會結合起來，於2017年2月在紐約時裝周亮相。
2016年，菲利浦·普萊因集團正式成立，旗下包括原本的菲利浦·普萊因品牌、集團於5 月收購主要股份的Billionaire Couture，於9 月正式面世的全新運動服品牌Plein Sport，並在一連四個星期的銷售推廣活動期間，把銷售點增至500個。根據集團的拓展計劃，集團將把重點放在美國市場，並委任了Graziano de Boni出任美洲地區的行政總裁。到了 2016年年底，菲利浦·普萊因的全球銷售點將有107個。

## 連結
- 官方网站